# Montreal Canadiens
Los Montreal Canadiens (en francés, Les Canadiens de Montréal, en español Canadienses de Montreal) son un equipo profesional de hockey sobre hielo de Canadá con sede en Montreal, Quebec. Compiten en la División Atlántico de la Conferencia Este de la National Hockey League (NHL) y disputan sus partidos como locales en el Centre Bell.
El equipo, cuyo nombre oficial es Le Club de hockey Canadien, fue fundado en 1909 y es el club de hockey sobre hielo más antiguo del mundo, además del único existente antes de la creación de la NHL.
Los Canadiens son la franquicia más laureada del hockey sobre hielo norteamericano. A lo largo de su historia han ganado un total de veinticuatro Stanley Cup, ocho títulos de conferencia y veinticuatro títulos de división. Asimismo, son el equipo con más números retirados de toda la NHL y el que cuenta con más miembros en el Salón de la Fama del Hockey sobre Hielo.

## Historia
Los Canadiens fueron creados en 1909, como parte de la National Hockey Association. Ganaron su primera copa Stanley en 1916, liderados por sus estrellas Édouard "Newsy" Lalonde y el portero Georges Vezina. Los Canadiens se unieron a la LNH en 1917; Joe Malone fue el primer jugador en ganar el trofeo Art Ross. En 1924 volvieron a ganar la Copa Stanley, con jugadores como Billy Boucher.
Howie Morenz era una gran estrella en los comienzos de la LNH. Era conocido por su perfecto movimiento sobre la cancha. Morenz ganó el Trofeo Hart al mejor jugador de la liga en tres ocasiones. El portero George Hainsworth jugó en ese mismo equipo, y junto con otros jugadores como Aurel Joliat, ganaron la Copa Stanley en 1930 y 1931.
La siguiente copa llegaría 13 años después. Un joven llamado Maurice "The Rocket" Richard, el portero estrella Bill Durnan, Héctor "Toe" Blake, y Elmer Lach lideraron a los Canadiens hacia el título en 1944, así como en 1946. Richard marcó 50 goles en una temporada de 50 partidos en 1944-45. Nadie repitió esa hazaña en los 36 siguientes. Lideró la clasificación de goleadores de la LNH en cinco ocasiones.
Los Canadiens se convirtieron en un equipo muy poderoso en la década de los 1950. Liderados por el legendario Jean Beliveau, Doug Harvey (ganador de siete Trofeos Norris como mejor defensa, seis de ellos en Montreal), Bernie "Boom Boom" Geoffrion, Dickie Moore, Jacques Plante (ganador de siete Trofeo Vezina), y Richard (junto con su hermano menor, Henri, apodado "Pocket Rocket"), el equipo ganó la copa en 1953, y cinco de manera consecutiva, desde 1956 hasta 1960. También la ganaron en 1965, 1966, 1968 y 1969.
Otros nuevos jugadores lideraron al equipo en los setenta: Guy Lafleur, Ken Dryden, Bob Gainey, Larry Robinson e Yvon Cournoyer llevaron a los Canadiens a la conquista de la Copa Stanley en 1971, 1973, y cuatro veces consecutivas, desde 1976 hasta 1979. En 1979, los Canadiens habían ganado 16 Copa Stanley en 27 años.
Al crecer el número de equipos, se convirtió la tarea de ganar en más difícil, pero el portero Patrick Roy les llevó a los Canadiens a ganar en 1986 y 1993. Hoy en día los Canadiens son apoyados en toda la ciudad de Montreal. El portero José Théodore añadió otro trofeo Hart al palmarés del equipo en 2002.

### Actualidad
A partir de su última Copa Stanley, el equipo ha tenido una gran sequía ganando solo dos títulos de división (2008 y 2013) y haber llegado a la final de conferencia en el 2010 contra los Philadelphia Flyers y el 2013 contra los New York Rangers , sin embargo no han podido ganar alguna Copa Stanley desde 1993.
En la serie de postemporada por la Copa Stanley 2021, los Canadiens eliminarón a los Toronto Maple Leafs en la semifinal de la División Norte en siete juegos, luegon, los Canadiens eliminarón a los Winnipeg Jets en la final de la División Norte en cinco juegos y en la semifinal de liga, los Canadiens eliminaron a Vegas Golden Knights en seis juegos para su primera final de la Copa Stanley desde 1993.

## Temporadas y resultados

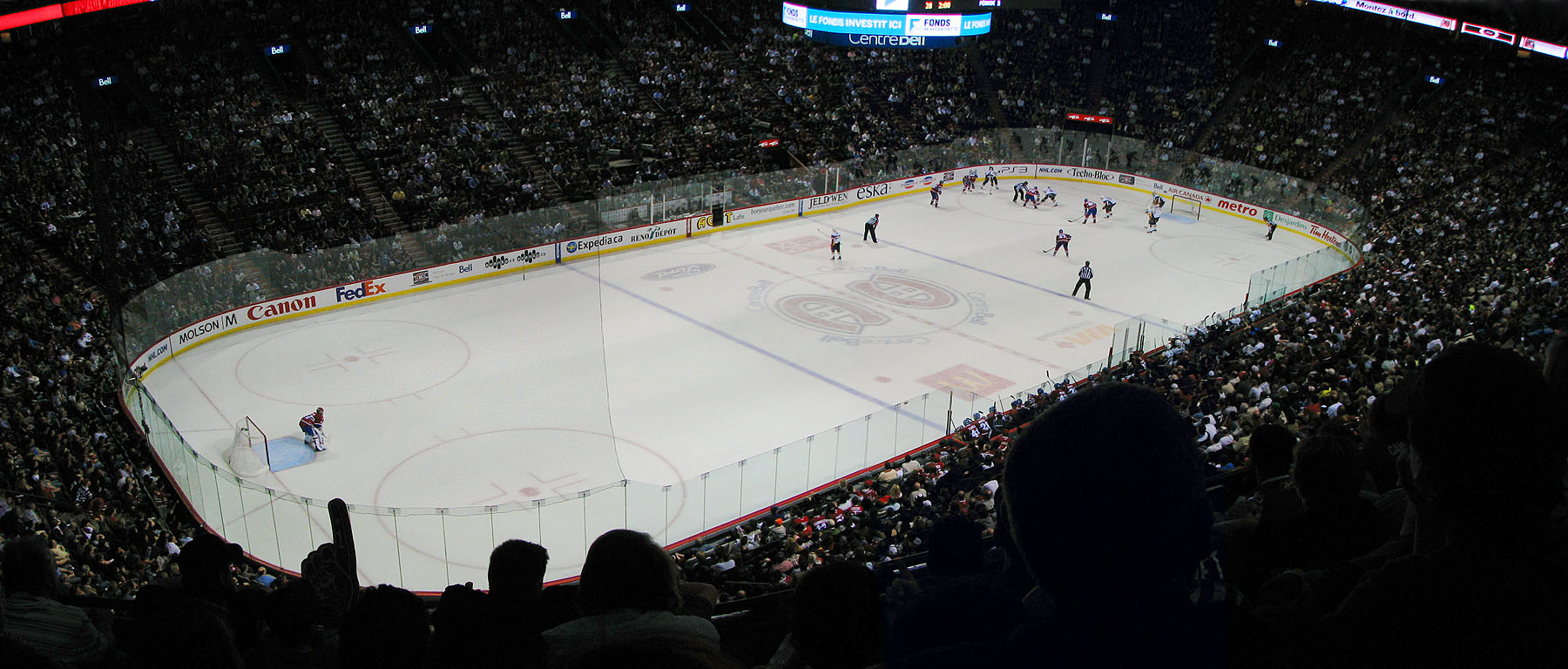
Imagen interior del Centre Bell, sede de los Montreal Canadiens

Esta es una lista parcial de las últimas cinco temporadas completadas por los Canadiens. para el listado completo ver Temporadas de los Canadiens de Montreal
Nota: PJ = Partidos Jugados, G = Ganados, P = Perdidos, DOT = Derrota en Overtime, Pts = Puntos, GF = Goles a Favor, GC = Goles en Contra
| Temporada | PJ | G  | P  | DOT | Pts | GF  | GC  | Finalizó       | Playoffs                                           |
| 2016-17   | 82 | 47 | 26 | 9   | 103 | 226 | 199 | 1.º, Atlántico | Perdió en Primera Ronda, 2–4 (New York Rangers)    |
| 2017–18   | 82 | 29 | 40 | 13  | 71  | 209 | 267 | 6.º, Atlántico | No clasificó                                       |
| 2018–19   | 82 | 44 | 30 | 8   | 96  | 249 | 236 | 4.º, Atlántico | No clasificó                                       |
| 2019–20   | 71 | 31 | 31 | 9   | 71  | 212 | 221 | 5.º, Atlántico | Perdió en Primera Ronda, 2–4 (Philadelphia Flyers) |
| 2020–21   | 56 | 24 | 21 | 11  | 59  | 159 | 168 | 4.º, Norte     | Perdió 1-4 la final contra los Tampa Bay Lightning |

## Jugadores

### Plantilla actual
al 24 de junio del 2021 
| Porteros | Porteros                   | Porteros         | Porteros | Porteros  | Porteros                        |
| -------- | -------------------------- | ---------------- | -------- | --------- | ------------------------------- |
| #        |                            | Jugador          | Mano     | Adquirido | Lugar de Nacimiento             |
| 31       | Bandera de Canadá.         | Carey Price      | Izq.     | 2005      | Anahim Lake, Columbia Británica |
| 34       | Bandera de Canadá.         | Jake Allen       | Izq.     | 2020      | Fredericton, New Brunswick      |
| 39       | Bandera de Estados Unidos. | Charlie Lindgren | Der.     | 2016      | Lakeville, Minnesota            |

| Defensas | Defensas                   | Defensas          | Defensas | Defensas  | Defensas                |
| -------- | -------------------------- | ----------------- | -------- | --------- | ----------------------- |
| #        |                            | Jugador           | Tiro     | Adquirido | Lugar de Nacimiento     |
| 6        | Bandera de Canadá.         | Shea Weber C      | Der.     | 2016      | Sicamous, Ontario       |
| 8        | Bandera de Canadá.         | Ben Chiarot       | Izq.     | 2019      | Hamilton, Ontario       |
| 26       | Bandera de Estados Unidos. | Jeff Petry        | Der.     | 2015      | Ann Arbor, Míchigan     |
| 27       | Bandera de Rusia           | Alexander Romanov | Izq.     | 2018      | Moscú, Rusia            |
| 28       | Bandera de Estados Unidos. | Jon Merril        | Izq.     | 2021      | Oklahoma City, Oklahoma |
| 32       | Bandera de Suecia          | Erik Gustafsson   | Izq.     | 2021      | Nynäshamn, Suecia       |
| 44       | Bandera de Canadá.         | Joel Edmunson     | Izq.     | 2020      | Brandon, Manitoba       |
| 77       | Bandera de Canadá.         | Brett Kulak       | Izq.     | 2018      | Edmonton, Alberta       |

| Delanteros | Delanteros                 | Delanteros          | Delanteros | Delanteros | Delanteros | Delanteros                      |
| ---------- | -------------------------- | ------------------- | ---------- | ---------- | ---------- | ------------------------------- |
| #          |                            | Jugador             | Posición   | Tiros      | Adquirido  | Lugar de Nacimiento             |
| 14         | Bandera de Canadá.         | Nick Suzuki         | Centro     | Der.       | 2018       | London, Ontario                 |
| 15         | Bandera de Finlandia       | Jesperi Kotkaniemi  | Centro     | Izq.       | 2018       | Pori, Finlandia                 |
| 21         | Bandera de Canadá.         | Eric Staal          | Centro     | Izq.       | 2021       | Thunder Bay, Ontario            |
| 24         | Bandera de Canadá          | Phillip Danault     | Centro     | Izq.       | 2016       | Victoriaville, Quebec           |
| 71         | Bandera de Canadá          | Jake Evans          | Centro     | Der.       | 2014       | Toronto, Ontario                |
| 41         | Bandera de Canadá          | Paul Byron A        | Ala Izq.   | Izq.       | 2015       | Ottawa, Ontario                 |
| 62         | Bandera de Finlandia       | Artturi Lekhonen    | Ala Izq.   | Izq.       | 2013       | Piikkio , Finlandia             |
| 90         | Bandera de Eslovaquia      | Tomáš Tatar         | Ala Izq.   | Izq.       | 2018       | Ilava, Checoslovaquia           |
| 92         | Bandera de Canadá.         | Jonathan Drouin     | Ala Izq.   | Izq.       | 2017       | Sainte-Agathe-des-Monts, Quebec |
| 11         | Bandera de Canadá.         | Brendan Gallagher A | Ala Der.   | Der.       | 2010       | Edmonton, Alberta               |
| 17         | Bandera de Canadá.         | Josh Anderson       | Ala Der.   | Der.       | 2020       | Burlington, Ontario             |
| 22         | Bandera de Estados Unidos. | Cole Caufield       | Ala Der.   | Der.       | 2019       | Mosinee, Wisconsin              |
| 40         | Bandera de Finlandia       | Joel Armia          | Ala Der.   | Der.       | 2018       | Pori, Finlandia                 |
| 67         | Bandera de República Checa | Michael Frolik      | Ala Der.   | Izq.       | 2020       | Kladno, Checoslovaquia          |
| 73         | Bandera de Canadá          | Tyler Toffoli       | Ala Der.   | Der.       | 2020       | Scarborough, Ontario            |
| 94         | Bandera de Canadá          | Corey Perry         | Ala Der.   | Der.       | 2020       | Peterborough, Ontario           |

## Líderes

### Capitanes
- Jack Laviolette, 1909-10
- Newsy Lalonde, 1910-11
- Jack Laviolette, 1911-12
- Newsy Lalonde, 1912-13
- Jimmy Gardner, 1913-15
- Howard McNamara, 1915-16
- Newsy Lalonde, 1916-22
- Sprague Cleghorn, 1922-25
- Billy Coutu, 1925-26
- Sylvio Mantha, 1926-32
- George Hainsworth, 1932-33
- Sylvio Mantha, 1933-36
- Albert "Babe" Siebert, 1936-39
- Walter Buswell, 1939-40
- Toe Blake, 1940-48
- Bill Durnan, 1948  (enero - abril)

- Émile Bouchard, 1948-56
- Maurice Richard, 1956-60
- Doug Harvey, 1960-61
- Jean Beliveau, 1961-71
- Henri Richard, 1971-75
- Yvan Cournoyer, 1975-79
- Serge Savard, 1979-81
- Bob Gainey, 1981-89
- Guy Carbonneau & Chris Chelios, 1989-90  (co-capitanes)
- Guy Carbonneau, 1990-94
- Kirk Muller, 1994-95
- Mike Keane, 1995  (abril-diciembre)
- Pierre Turgeon, 1995-96
- Vincent Damphousse, 1996-99
- Saku Koivu, 1999-2009
- Brian Gionta, 2010-2013
- Max Pacioretty, 2015-2018
- Shea Weber, 2019-

### Números retirados
Los Canadiens han retirado 15 números, de 18 jugadores, en su historia,
más que cualquiera de los equipos de la NHL, y decimocuarto a nivel de franquicias deportivas profesionales de Norteamérica. Todos los Honrados han nacido en Canadá. Howie Morenz fue el primer honrado el 21 de noviembre de 1937.
| Números retirados por los Montreal Canadiens |                   |        |           |                         |
| N.º                                          | Jugador           | Puesto | Periodo   | Fecha                   |
| 1                                            | Jacques Plante    | P      | 1952-1963 | 7 de octubre de 1995    |
| 2                                            | Doug Harvey       | D      | 1947-1961 | 26 de octubre de 1985   |
| 3                                            | Émile Bouchard    | D      | 1941–1956 | 4 de diciembre de 2009  |
| 4                                            | Jean Beliveau     | C      | 1950–1971 | 9 de octubre de 1971    |
| 5                                            | Bernard Geoffrion | RW     | 1950–1964 | 11 de marzo de 2006     |
| 5                                            | Guy Lapointe      | D      | 1968–1982 | 8 de noviembre de 2014  |
| 7                                            | Howie Morenz      | C      | 1923–1937 | 2 de noviembre de 1937  |
| 9                                            | Maurice Richard   | RW     | 1942–1960 | 6 de octubre de 1960    |
| 10                                           | Guy Lafleur       | RW     | 1971–1985 | 16 de febrero de 1985   |
| 12                                           | Dickie Moore      | LW     | 1951–1963 | 12 de noviembre de 2005 |
| 12                                           | Yvan Cournoyer    | RW     | 1963–1979 | 12 de noviembre de 2005 |
| 16                                           | Henri Richard     | C      | 1955–1975 | 10 de diciembre de 1975 |
| 16                                           | Elmer Lach        | C      | 1940–1954 | 4 de diciembre de 2009  |
| 18                                           | Serge Savard      | D      | 1966–1981 | 18 de noviembre de 2006 |
| 19                                           | Larry Robinson    | D      | 1972–1989 | 19 de noviembre de 2007 |
| 23                                           | Bob Gainey        | LW     | 1973–1989 | 23 de febrero de 2008   |
| 29                                           | Ken Dryden        | P      | 1970–1979 | 29 de enero de 2007     |
| 33                                           | Patrick Roy       | P      | 1984–1995 | 22 de noviembre de 2008 |
| 99                                           | Wayne Gretzky     | C      | —         | 6 de febrero de 2000    |

## Entrenadores
- Jean-Baptiste "Jack" Laviolette, 1909–10
- Adolphe Lecours, 1910–11
- Napoléon Dorval, 1911-13
- James Henry "Jimmy" Gardner, 1913-15
- Édouard "Newsy" Lalonde, 1915-21
- Édouard "Newsy" Lalonde
y Leo Dandurand, 1921-22
- Leo Dandurand, 1922-26
- Cecil Hart, 1926-32
- Édouard Lalonde, 1932-34
- Édouard "Newsy" Lalonde
y Leo Dandurand, 1934-35
- Sylvio Mantha, 1935-36
- Cecil Hart, 1936-38
- Cecil Hart y Jules Dugal, 1938-39
- Albert "Babe" Siebert, 1939
- Alfred "Pit" Lepine, 1939-40
- Dick Irvin, 1940-55
- Hector "Toe" Blake, 1955-68
- Claude Ruel, 1968-71
- Al MacNeil, 1971
- Scotty Bowman, 1971-79
- Bernie Geoffrion, 1979
- Claude Ruel, 1979-81
- Bob Berry, 1981-84

- Jacques Lemaire, 1984-85
- Jean Perron, 1985-88
- Pat Burns, 1988-92
- Jacques Demers, 1992-95
- Mario Tremblay, 1995-97
- Alain Vigneault, 1997-00
- Michel Therrien, 2000-03
- Claude Julien, 2003-06
- Bob Gainey, 2006  (enero - mayo) (Técnico interino)
- Guy Carbonneau, 2006 - 2009
- Bob Gainey, 2009
- Jacques Martin, 2009-2011
- Randy Cunneyworth, 2011-2012  (técnico interino)
- Michel Thérrien, 2012-2017
- Claude Julien, 2017-2021
- Dominique Ducharme, 2021-presente  (técnico interino)